# 現実
現実（げんじつ、英: Reality, Actuality）は、いま目の前に事実として現れているもののこと。あるいは現実とは、個々の主体によって体験される出来事を、外部から基本的に制約し規定するもの、もしくはそうした出来事の基底となる一次的な場のことである。現実と区別されるのは、嘘や真実を組み合わせてできたものである。

## 現実と実在
reality（英語）、Realität（ドイツ語）、realité（フランス語）は通常「実在」もしくは「実在性」と訳されることが多いが、日常の用語としては「現実」ないしは「現実性」と訳されることもある。また、actuality（英語）、Wirklichleit（ドイツ語）、acrualiyé（フランス語）と同様に使用される。日常的には健康な知覚内容に対応する形で時間的空間的な外界に存在する事物等の対象を意味する。
しかし日本における哲学用語としては両者は異なった使い方をされる。英語における reality は actuality がpossibility（可能性）、inevitability もしくは necessity（必然性）と同様に事物の存在のありさまや様子を意味する存在論的概念であるのに対して、日本の哲学用語としての reality は ideality（観念性）と対を成す用語である。ideality が意識の内部に観念として存在するのに対して reality は意識とは独立して事物や事象として存在するあり方を意味する認識論的な概念である。
プラトンの『イデア』の世界や、プラトンの死後およそ500年後に生まれたプロティノスによるイデア論における二元論を克服するための『一者』といった思想や、ヘーゲルの『絶対精神』の思想は形而上学的実在と呼ばれている。

## 現象と現実
個々の主体によって主観的に認識された現象は、幻想や錯誤や虚構が含まれる可能性があるため、ある種の普遍性や必然性を持つ現実とは同等ではない。とはいえ、もしこのようなそれ自体は常識的な立場を推し進めれば、ある現象を現実として認めるための根拠として、主観的な経験が役に立たないということになってしまい、一定の困難が生じる（たとえば荘子の「胡蝶の夢」）。また、根を同じくする問題として、「同じ現実を人々が共有している」ことをいかにして保証するかが懐疑主義的な議論においては問題となる（その根拠付けとしてのたとえばカントの超越論的主観性や物自体）。
そこで現象を現実として規定する主観としての理性や悟性、あるいは複数の人々の経験的現象の一致や、経験的現象それ自体の整合性や性質など、いくつかの基準が提案されてきた。とはいえ、この場合「同一の現実を共有している」とはどのような事態を意味するのか、ということにおいても、意見の一致が見られるわけではない。現実が主観的な経験によって定義されないとすれば、自己の経験している主観的な現実や、それについての言語的な報告の一致によっては、現実の共有を定義なり保障なりすることは難しいからである。

## 仮想と現実
仮想現実においては、「上位」あるいは「より基底的」とされた現実に対しては、「下位」あるいは「派生的」なシミュレートされた現実は虚構の側面を有することになる。これに対し、バーチャルリアリティ virtual realityという場合の現実は、機能面だけを実現したvirtual companyがあるように、少なくともその本質や効果においては実物と同等の、実質的な現実をあらわす。しかしながら、現実に起こることもある。
仮想と現実について西部邁（評論家）はこう述べている。「リアリティ、つまり「現実性」という言葉がある。仮想性と現実性の関係はどのようなものか。現実とは、長期的に安定している仮想のこと、つまり繰り返して再現される現象のことなのである。つまり、現実性とは、このような特殊な（というより慣習にもとづいているため極度に安定した）形態の仮想性なのだ。たとえば、自分の連れ合いや子供を親密な家族とみなすのは「仮想現実」にすぎない。しかしその仮想現実が日々反復されるなら、家族の人間関係が自分の周りに揺るぎない「現実」として在る、とその人は思うに至るだろう。」

## 虚構と現実
虚構（フィクション）は、現実ではないものとして「表現された」ものである。

## 言語と現実
言語（あるいは象徴記号）は、事態を、その現実のコンテキストから切り出すことによって独立に対象化するものである。しかし、書かれた言葉は、オリジナルなコンテキストの下でただ一度だけ語られる言葉とは異なり、別のコンスキストの下でも繰り返して引用される。
現実のコンテキストから切り出されることによって対象化された言語的・記号的存在は、別のコンテキストにおいても同一のものとして見出される可能性を獲得する。すなわち、言語的な存在は、再認および反復の可能性をもつ。この可能性は、記号が指示対象を十全に指定しない、言い換えれば情報を切り捨てることによって成り立つものであることに根拠を持つ。
しかし、まさにその特質によって、象徴記号、あるいは言語は、その表現の対象を、現実に成立しうるものだけに限定することができない。まさしく言語化・象徴化それ自身の効果として、記号それ自身、あるいは、文法の内部には、複数の記号の組み合わせが、「現実的」なものかどうかを判断する基準や、制約も、そもそも、その前提となる情報も欠けているからである。（そのためしばしば、このような自由度を持たない、虚偽・虚構を表現できない、理想的な人工言語が西欧においては構想されてきた）

## 思想史
現実という概念は元来、現世と来世の対立、および現在と過去や未来という対立、そして夢・虚構と現実との対立という、どれも歴史的には宗教的な含意をもっていた対立項に由来すると考えることができる。東洋に於いてはしかし、この「現に」という意味要素が、思想的に着目され、練り上げられることはほとんどなかった。

### 東洋思想
仏教においては、一切の作られたものとしての現実存在に自己同一的な本質が欠けていることが、諸行無常として説かれており、現実と現象・仮象との対立が否定され、すべてが関係性のなかにおける現象であると規定されたため、仏教的な思惟においては、そうした純粋な関係性である縁起や空が逆説的な意味で現実にあたるものである。だが、それは否定的に規定されたものであるので、現実性が固有の考察の対象にはならなかった。他方で、ままならない現実という側面は、苦や無我（非我）という概念でカバーされる。
中国哲学においては、一般に唯名論的傾向が強く、現象から現実は区別されない。むしろ現象と現実との区別は宗教的領域の問題であった。ことに老荘的な思想にあっては、相対的な個別の認識をこえた万物斉同というものが提出されるのであるが、この場合、個別の主観を超えた現実性というものが想定されているわけではなく、それらの認識の間の相対性が強調された。それに対して朱子学は知識の完成のためには実事求是、現実の世界の対象にあたらなければならない、というテーゼが存在し、主体と現実との対立関係が意識されているといえる。

### 西洋思想

#### 古代哲学
ギリシア哲学においては、プラトンはこの現象世界を真の実在であるイデア界の影として規定した。すなわち、ちょうど現実と虚構との関係のように、経験される現象世界は、実在する世界であるイデア界の下位の現実であると理解されている。このように、かれは現象世界をすでに派生性をもつ虚構と見ていた。
アリストテレスは可能態（潜勢） dynamisと現実に活動している現実態（現勢） energeiaという様相的区別を考えた上、最高度に現実的であるものは純粋な現実態である神であるとしている。また個物における第一実体と普遍者としての第二実体を区別している。

#### 中世哲学
この区別は、現実存在(existentia)と本質存在(essentia)との区別として継承されていくこととなり、中世哲学においては、普遍論争での唯名論(nominalism)と実念論(realism)との対立として現れている。類的概念の実在性を肯定する実念論では、アダムの犯した罪を全ての人間が負うという原罪の問題は解決される。これに対して唯名論では、類的概念の実在性は否定された。この立場は、のちにイギリス経験論などに継承されていくことになる。

#### 近代哲学
ライプニッツは、各モナドの観点から見た異なった世界は、じつは唯一の現実世界の反映に他ならないとしている。これに対しヴォルテールは、現実世界は可能世界のうちの最善の世界であるとする楽天主義を唱えるパングロス博士を創作して（カンディード）、ライプニッツを揶揄している。
ドイツ観念論においては、唯名論を継承したイギリス経験論に対して、イマヌエル・カントは、さまざまな認識によって異なったように構成されうる現象の背後に要請される物自体という概念を考えた。また判断表においては様相判断としての実然性（現実性）を蓋然性（可能性）と区別した上、様相判断は対象の概念にはなにものも加えず、現実的な100ターレルと可能的な100ターレルとは概念内容は同一ではあるが、ただし我々に対しては異なった意味を有するとした（純粋理性批判）。
このようなカントの議論に対して、ヘーゲルは、カントが可能性・現実性・必然性を様態としたことを批判した上、偶然性にすぎない可能性とは対置されるところの、現実性としてのイデアを示すものとして、アリストテレスの現実態 energeiaの思想を評価している。また「現実的なものは理性的であり理性的なものは現実的である」という言葉を残しており、理念は抽象にすぎないsollenにとどまって現実的でないほど無力なものではないとして、理念と現実とを切り離す思想を退けた。この立場においては偶然的でしかない存在（現象）は、現存在existenzをもってはいるが、現実Wirklichkeitの名には価しないものとされる（小論理学）。
これに対し、後期シェリングの「実存哲学existenzial philosophie」を批判的に継承したキルケゴールでは、むしろ「現実的なものは個別的であり個別的なものは現実的である」と捉えられ、本質存在に対する現実存在（実存 existenz）の優位が説かれる。

#### 現代思想
可能世界論においては、現実世界とは多くの可能世界のなかで私が存在する世界であるとする可能主義（ルイス）と、可能世界とは現実世界でのわれわれが想像した世界であるという現実主義（クリプキ）との対立がある。